# Le Nombril du monde
Le Nombril du monde je francouzsko-tuniský hraný film z roku 1993, který režíroval Ariel Zeitoun podle vlastního scénáře. Snímek měl světovou premiéru dne 27. října 1993.

## Děj
Příběh začíná ve 30. letech 20. století. Bajou, mladý tuniský Žid, se stane zaměstnancem pana Scaliho, bohatého statkáře. Film sleduje společenský vzestup Bajoua, který se stane účetním pana Scaliho, poté si založí vlastní podnik a stane se významným obchodníkem. Bajou, který zbohatl během druhé světové války, se rozhodne oženit se s Habibou, dcerou svého nyní zruinovaného bývalého šéfa.

## Obsazení
| Michel Boujenah    | Bajou                            |
| Thomas Langmann    | Marcel                           |
| Delphine Forest    | Habiba                           |
| Roger Hanin        | Scali                            |
| Mustapha Adouani   | Moktar                           |
| Natacha Amalová    | Marie                            |
| Souad Amidou       | Amina                            |
| Marie-José Natová  | Oumi, matka                      |
| Hichem Rostom      | Costa                            |
| Victor Haïm        | Paul Hadjej, předseda konzistoře |
| Michaël Cohen      | Henri Hadjej                     |
| Marc Saez          | Roland Boccara                   |
| Olivier Sitruk     | Marc                             |
| Bruno Todeschini   | Edmond                           |
| Jean-Marie Winling | Chatel                           |